# Twidge
Twidge — свободный терминальный клиент для микроблогинга, предназначенный для работы с сервисами Twitter и Identi.ca
Twidge не-интерактивная программа и работает в терминале с использованием интерфейса командной строки.
Twidge так же может быть использован в автоматическом режиме, например, с помощью утилиты cron.

## Достоинства
- Хорошая документация[1]
- Совместимость с сервисами, использующими Twitter API
- Возможность сохранения статуса обновлений
- Возможность сокращения длинных URL с помощью сервиса tinyurl.com
- Возможность интеграции с почтовой системой — получение и отправка обновлений по электронной почте (требуется установленный в системе и настроенный MDA)
- Программа специально разработана для использования со скриптовыми языками
- При создании нескольких конфигурационных файлов возможно использовать несколько учётных записей
- Выходные данные легко обрабатываются внешними утилитами

## Примеры использования
Просмотр последних обновлений статуса:
```
twidge lsrecent -su
```

Просмотр последних ответов:
```
twidge lsreplies -su
```

Просмотр последних личных сообщений:
```
twidge lsdm -su
```

Просмотр архива собственных сообщений:
```
twidge lsarchive
```

Отправка личного сообщения:
```
twidge dmsend 
получатель
 
сообщение
```

Обновление своего статусного сообщения:
```
twidge update 
статусное сообщение
```